# Хмелевка (Ульяновская область)
Хмелёвка — село в Сурском районе Ульяновской области, административный центр Хмелёвского сельского поселения.

## География
Находится на реке Хмелёвка на расстоянии примерно 15 километров по прямой на северо-запад от районного центра села Сурское.

## История
Основано в XVII веке. 
В 1740 году здесь был построен деревянный храм во имя святого великомученика Дмитрия Солунского. При церкви была и деревенская часовенка. В 1871 году прихожанами перестроен и перенесен на другое место. В советское время, в 1939 году, церковь была разрушена.
В 1780 году село Дмитревское Хмелевка тож, при речке Хмелевке, дворцовых крещеной мордвы,  вошло в состав Алатырского уезда. С 1796 года — в Алатырском уезде Симбирской губернии.
В 1859 году село Хмелевка во 2-м стане Алатырского уезда Симбирской губернии, в селе 33 дворов и 628 человек. В селе была и своя земская школа. В школе преподавал будущий Герой Труда Преображенский Роман Алексеевич.
В 1893 году в Хмелевка случился сильный пожар. За два часа он уничтожил почти половину деревни. 
В 1913 году в селе было дворов 200, жителей 1282. 
В советские годы работали колхозы им. Ленина и «Ульяновец» (1930). Деревня стала селом в 1740 году, когда построена была церковь Дмитрия Солунского (не сохранилась).
Во время войны 1941-1945 гг. ушли из села на фронт 257 человек, погибло 170 человек.

## Население
Население составляло 418 человек в 2002 году (мордва 78 %), 362 по переписи 2010 года.